# John Sayre
John Anthony Sayre (ur. 1 kwietnia 1936 w Tacoma, zm. 9 listopada 2023) – amerykański wioślarz, złoty medalista olimpijski.

## Kariera
Wystąpił na igrzyskach olimpijskich w Rzymie w 1960, gdzie Amerykanie w składzie: Arthur Ayrault, Ted Nash, John Sayre i Rusty Wailes zdobyli złoty medal w czwórkach bez sternika. W finale o 2,52 sekundy wyprzedzili Włochów, a o 3,36 sekundy osadę ZSRR. Był to jego jedyny start olimpijski
W czwórkach bez sternika zdobył też złoty medal na igrzyskach panamerykańskich w Chicago (1959). 
Kształcił się na University of Washington. 